# Olimpiada (opera)
Olimpiada (L'Olimpiade) – opera trzyaktowa skomponowana przez Antonia Vivaldiego dla miejskiej opery w Wenecji w 1734 roku.

## Postacie
- Megacle
- Aminta
- Agrene
- Licida

Operę pod tym samym tytułem skomponował inny barokowy kompozytor włoski Giovanni Battista Pergolesi.